# Nihonogomphus
Nihonogomphus – rodzaj ważek z rodziny gadziogłówkowatych (Gomphidae).

## Podział systematyczny
Do rodzaju należą następujące gatunki:
- Nihonogomphus bequaerti Chao, 1954
- Nihonogomphus brevipennis (Needham, 1930)
- Nihonogomphus chaoi Zhou & Wu, 1992
- Nihonogomphus cultratus Chao & Wang in Chao, 1990
- Nihonogomphus gilvus Chao, 1954
- Nihonogomphus huangshaensis Chao & Zhu, 1999
- Nihonogomphus lieftincki Chao, 1954
- Nihonogomphus luteolatus Chao & Liu, 1990
- Nihonogomphus montanus Zhou & Wu, 1992
- Nihonogomphus pulcherrimus (Fraser, 1927)
- Nihonogomphus ruptus (Selys, 1858)
- Nihonogomphus schorri Do & Karube, 2011
- Nihonogomphus semanticus Chao, 1954
- Nihonogomphus shaowuensis Chao, 1954
- Nihonogomphus silvanus Zhou & Wu, 1992
- Nihonogomphus simillimus Chao, 1982
- Nihonogomphus thomassoni (Kirby, 1900)
- Nihonogomphus viridis Oguma, 1926